# Baku (Fabelwesen)
Der Baku (jap. 獏 und 貘) ist ein wohltätiges Chimärenwesen ungewisser Abstammung aus der Gruppe der Yōkai, einer Gruppe von Monsterwesen des japanischen Volksglaubens. Sein Ursprung liegt in China. Er wird dargestellt mit dem Kopf eines Elefanten und einem eher stämmigem Rüssel, kleinen Ohren, vier Füßen mit je vier Klauen, einen gelockten Schwanz und dem Körper und der Mähne vom Löwen. Sein Fell ist gefleckt, und gelegentlich zeigt er Flammen an der Leistengegend und den Ellbogengelenken.
Der Baku hält sich in der Nähe des Menschen auf und kann dessen böse Träume verschlingen, wenn er dreimal mit der Formel 獏食らい (baku, kurai – dt.: Baku, verschlinge) dazu gerufen wird. In dieser Funktion sollte sein Bildnis auf dem Kopfkissen für einen traumlosen Schlaf sorgen. Auch Netsuke wurden mit dem Bild des Baku verziert. Am Mausoleum für Shogun Tokugawa Ieyasu (1543–1616) finden sich ebenfalls geschnitzte Darstellungen des Baku.
Unter dem Namen einer Baumgottheit (Shirakina Kami) hilft der Baku gegen Seuchen, zu welchem Zweck eine Kalligraphie mit seinem Namen an das betroffene Haus gehängt wurde.
Da das Schriftzeichen 獏 im Chinesischen den Tapir bezeichnet, der dort – anders als in Japan, wo das Tier unbekannt war – bereits seit der Zeit der Han-Dynastie bekannt ist, wird vermutet, dass die Gestalt des Tieres ursprünglich die Form des Fabelwesens beeinflusste.

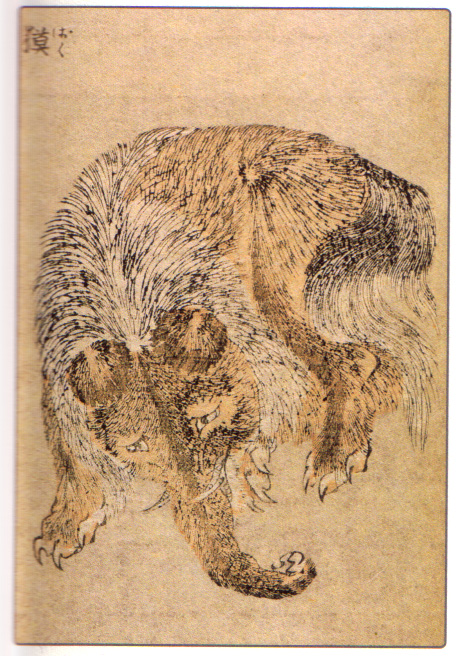
Von Hokusai gezeichneter Baku
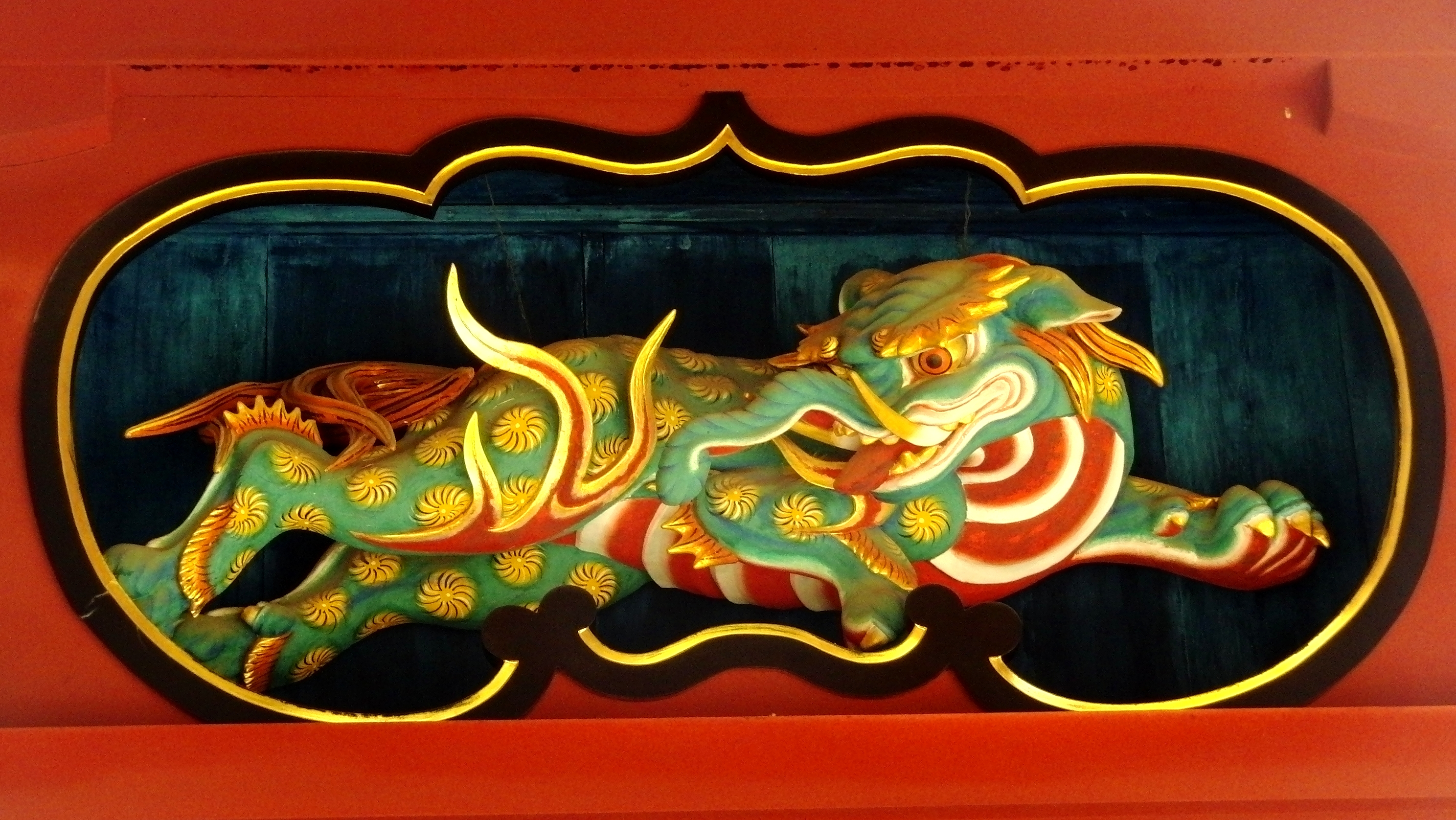
Figur eines Baku am Schrein von Konnō-Hachiman-gū in Shibuya
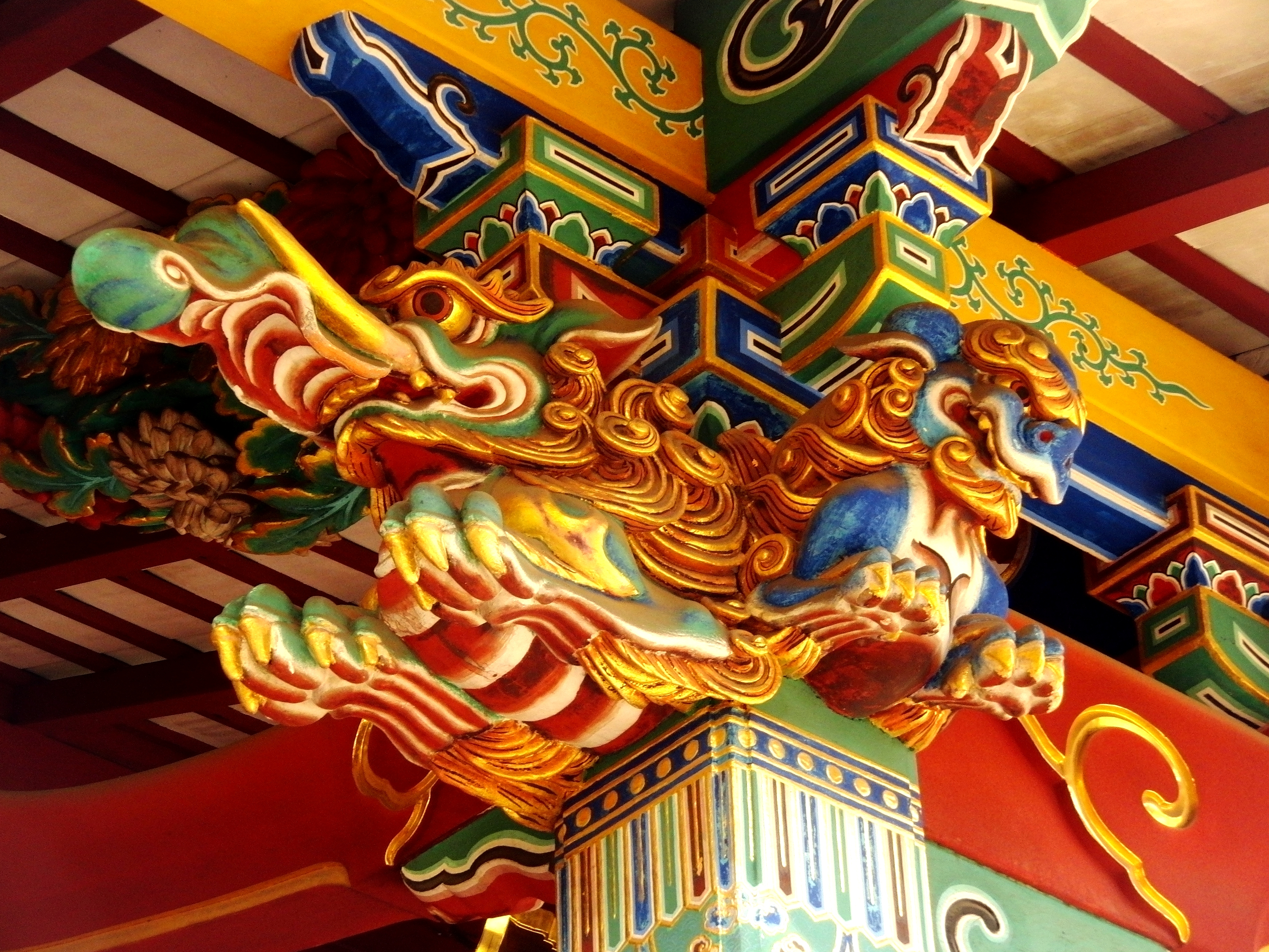
Figur eines Baku und eines Löwen am selben Schrein